# Камера-люціда
Камера-люціда (від лат. camera lūcida «світла кімната») — оптичний прилад, забезпечений призмою який служить допоміжним засобом при перенесенні існуючих мотивів на папір. 

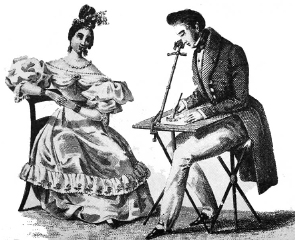
Малювання портрета за допомогою камери-люціди, 1807 р.

Таким чином художник міг досягти з камерою-люцідою правильної побудови перспективи та великої подібності з існуючим мотивом. 

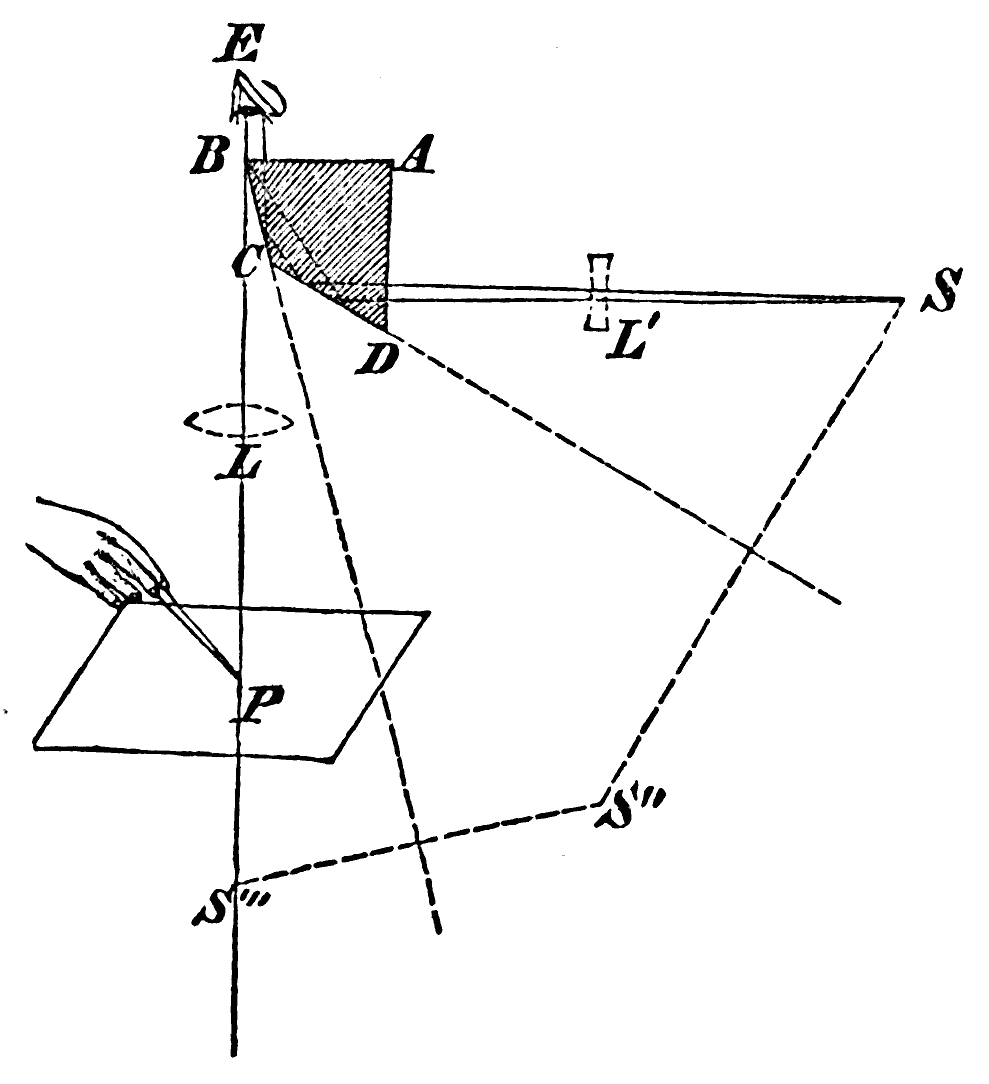
Оптична схема

## Функціональна схема
Через окуляр Е художник спостерігає відбитий в призмі об'єкт S, суміщений в полі зору художника з аркушем паперу Р, створюючи тим самим уявне зображення. 

## Історія
Камера-люціда винайдена 1807 року англійським фізиком Волластоном, камера була описана також Йоганномм Кеплером в його роботі «Dioprice» (1611). 